# Fort Orange

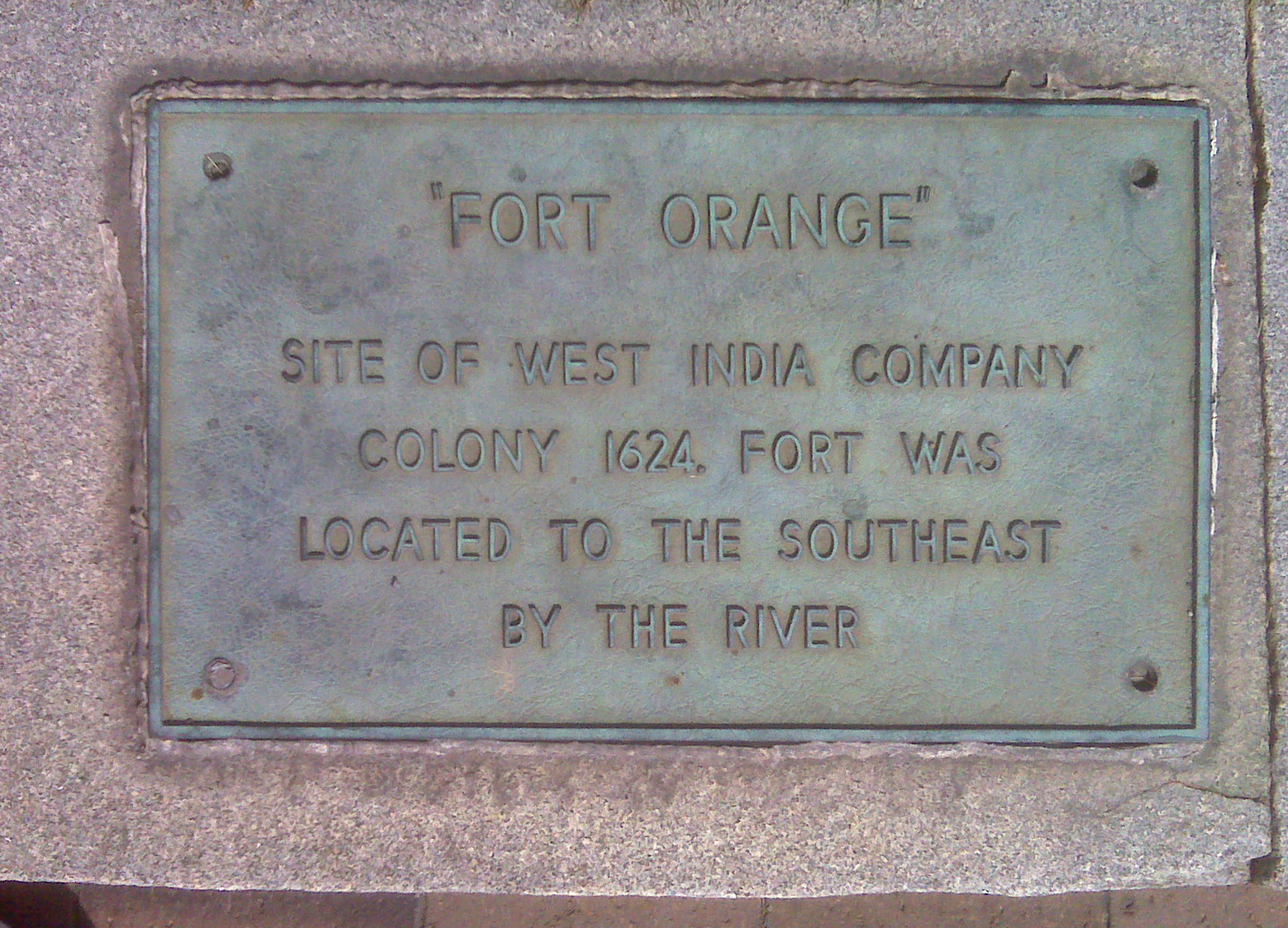
Targa ad Albany

Fort Orange è stato un avamposto dei Nuovi Paesi Bassi. Creato nel 1624, il nome deriva dalla casa d'Orange-Nassau.
Nel 1664 venne occupato dagli inglesi e assunse il nome di Albany, trasformandosi nel 1686 nella città di Albany.